# Cornucopina polymorpha
Cornucopina polymorpha är en mossdjursart som först beskrevs av Arnold Girard Kluge 1914.  Cornucopina polymorpha ingår i släktet Cornucopina och familjen Bugulidae. Inga underarter finns listade i Catalogue of Life.